# Mitoscelis aculeata
Mitoscelis aculeata is een spinnensoort in de taxonomische indeling van de strekspinnen.
Het dier behoort tot het geslacht Mitoscelis. De wetenschappelijke naam van de soort werd voor het eerst geldig gepubliceerd in 1890 door Thorell.